# Имменштадт-им-Алльгой
Имменштадт-им-Алльгой (нем. Immenstadt im Allgäu) — город и городская община в Германии, в земле Бавария.
Община расположена в правительственном округе Швабия в районе Верхний Алльгой. Население составляет 14 106 человек (на 31 декабря 2010 года). Занимает площадь 81,41 км². Официальный код — 09 7 80 124.
До 1804 года Имменштадт числился столицей независимого государства в составе Священной Римской империи — графства Ротенфельс.

## Население
По оценке на 31 декабря 2015 года население общины Имменштадт-им-Алльгой составляет 14 191 чел. 

| Дата      | 1840 | 1871 | 1900 | 1925 | 1939 | 1950  | 1961  | 1970  | 1987  | 2011  |
| --------- | ---- | ---- | ---- | ---- | ---- | ----- | ----- | ----- | ----- | ----- |
| Население | 3289 | 4333 | 6190 | 8154 | 9188 | 13136 | 13279 | 13920 | 12968 | 13900 |

| Год       | 1960  | 1970  | 1980  | 1990  | 2000  | 2009  | 2010  | 2011  | 2012  | 2013  | 2014  | 2015  |
| --------- | ----- | ----- | ----- | ----- | ----- | ----- | ----- | ----- | ----- | ----- | ----- | ----- |
| Население | 13137 | 13891 | 13682 | 13676 | 14130 | 14247 | 14106 | 13858 | 13903 | 14040 | 14027 | 14191 |